# Патрик Алън
Сър Патрик Линтон Алън (на английски: Patrick Linton Allen) (роден на 7 февруари 1951 г. в Кингстън, Ямайка) е генерал-губернатор на Ямайка от 26 февруари 2009 г. След независимостта на държавата през 1962 г. той е шестият политик на тази длъжност след Kenneth Hall. Като генерал-губернатор той представя Елизабет II в церемониални задачи и назначава министрите в пълномощие на примиер-министра Bruce Golding.

## Биография
Сър Патрик Линтон Алън се ражда като четвъртото от пет деца на Ferdinand Allen и неговата съпруга Christina, родена Grant, в община Fruitful Vale в Portland Parish. Там посещава училище и след частна подготовка получава General Certificate of Education (GCO) през 1968 г. На 17 години помага на учителите в неговото училище. След две години се записва в Moneague Teacher’ College. След като завършва колежа успешно, преподава в Water Valley All-Age School в St. Mary. През 1976 г. става ректор на Robins Bay Primary School в St. Mary, а през 1978 г. сменя на същата длъжност в четири пъти по-голямото Hillside Primary School в St. Mary.
Алън принадлежи към Църквата на адвентистите от седмия ден и желае още като младеж да служи като пастор в църквата. През 1980 г. започва следване в Andrews University в Мичиган, което завършва първо с бакалавър по история и религии, а след това с магистър по систематична теология. През 1986 г. се връща в Ямайка и служи в ръзлични църкви в Spanish Town и May Pen. През 1989 г. е ръкоположен като пастор.
Впоследствие работи като пастор на най-голямата църква на адвентистите от седмия ден в централна Ямайка, в Spanish Town. По-късно става отговорник за възпитание и комуникация на църковния съюз на централна Ямайка, след това за възпитание и семеен живот за адвентистите в западните острови в Mandeville.
През 1996 г. той се връща в Andrews University и проновира през 1998 г. по Education Administration and Supervision. По това време работи в университета. След завръщането си в Ямайка бива избран за президент на съюза на църквата в централна Ямайка, той е отговорен за църквите в St. Catherine, Clarendon, Manchester, St. Mary и St. Ann. През 2000 г. е избран за президент на западно-индийския съюз на църквата на адвентистите от седмия ден, с което е отговорен за църквите в Ямайка, Бахамските острови и Каймановите острови. През 2005 г. е преизбран на тази длъжност.
Той е председател на съвета на Northern Caribbean University. Освен това председателства борда на директорите в Andrews Memorial Hospital, АДРА, Book and Nutrition Centre Ltd. и West Indies Union Investment Management Ltd.. Той надзирава образователните институции на адвентистите от седмия ден в Ямайка, към които принадлежат 10 гимназии, 22 основни училища и многобройни Basic Schools. Освен това участва в цивилния надзор на ямайкската полиция и е бил директор на националното радио.
През 2006 г. получава ордена Order of Distinction.
Патрик Алън е от 33 години женен за Denise Patricia Beckford и има 3 деца. Единият син и дъщеря им живеят в САЩ (Мичиган и Атланта), а другият син - в Ямайка.
Официалното встъпване в длъжност като генерал-губернатор на Ямайка е на 26 февруари 2009 г. На 12 май 2009 г. се публикува в London Gazette, че той е награден от Елизабет II с Knight Grand Cross of the Most Distinguished Order of St. Michael and St. George.